# Frans Hals
Frans Hals (n. 1582, Antwerpen - d. 29 august 1666, Haarlem) a fost un pictor neerlandez din secolul al XVII-lea, care a excelat în arta portretistică, expresie a unei filosofii aparte în pictură, care pune accent pe vivacitate, suflu amplu și coloritul vieții. 

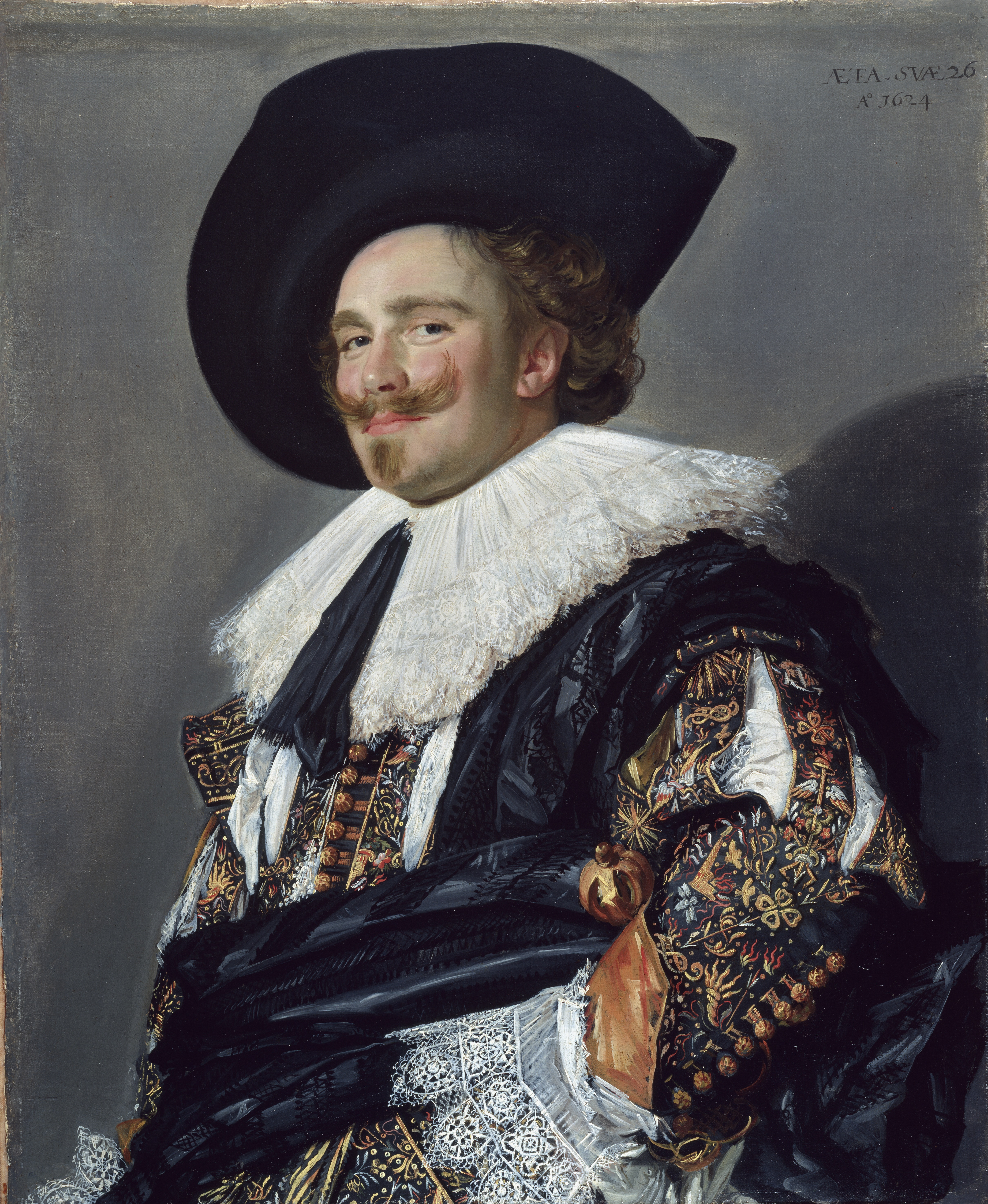
Cavalerul care râde, 1624. Unul din cele mai celebre tablouri ale lui Frans Hals

Hals a sosit la Haarlem, oraș situat în nordul Olandei, pe când era copil și a locuit în acest oraș până la moarte. În epoca respectivă, Olanda cunoaște o perioadă de maximă înflorire, iar Haarlem-ul devine un centru cultural de primă mărime. Hals a fost ucenicul lui Karel van Mander, dar a renunțat rapid la stilul manierist al maestrului său în favoarea naturalismului, sub influența caravaggiștilor olandezi.

## Biografie
Frans Hals s-a născut la Antwerpen, probabil în anul 1582. Tatăl lui, Franchoys Hals, era meșteșugar și negustor de postav. Părinții încurajează preocupările artistice ale copiilor, la fel ca Frans, și frații mai mici, Joost și Dirck, vor deveni la rândul lor pictori. Familia se mută în anul 1585 la Haarlem, datorită războiului care pustia regiunile sudice ale Olandei și ocupării orașului Antwerpen de către spanioli. În anul 1601, Frans Hals intră ca ucenic în atelierul lui Karel van Mander, unde rămîne până în 1603, când maestrul se mută la Amsterdam. În anul 1610, Frans Hals intră în breasla "Sfântul Luca", care reunea toți pictorii din Haarlem. În același an se căsătorește cu Anneke Harmensdochter, care moare în 1615, la scurtă vreme după nașterea unui al doilea copil.
De la începutul carierei sale artistice, Frans Hals se remarcă ca excelent portretist. Printre primele sale lucrări se numără portretul fabricantului de bere din oraș, Pieter Jacobszon, și al altor șaptesprezece membri ai familiei sale. În anul 1616, Hals pictează primul portret colectiv al membrilor gărzii civile - Banchetul ofițerilor corporației Sfântul Ggheorghe din Haarlem. În anul 1612, va deveni, de altfel, el însuși mușchetar în această gardă.

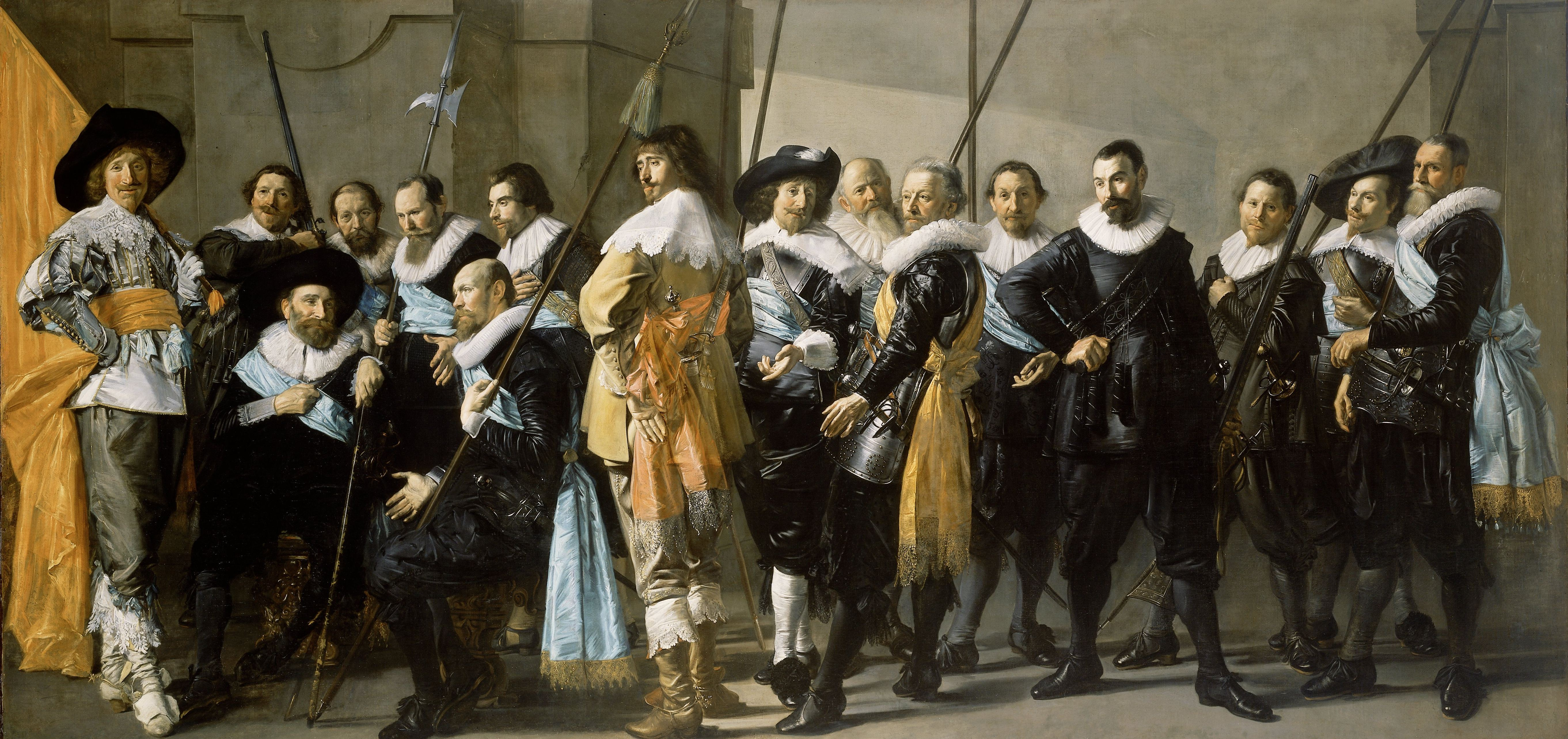
Frans Hals: Ofiţerii companiei căpitanului Reynier Reael

Pe 12 februarie 1617, Frans Hals se recăsătorește cu Lysbeth Reyniers. Din acest mariaj se vor naște opt copii, dintre care cinci fii se vor dedica picturii. În anul 1633 pleacă la Amsterdam pentru a picta tabloul înfățișând ofițerii companiei căpitanului Reael, dar se întoarce înainte de a-l termina. Pânza va fi finisată mai târziu de Pieter Codde.
Ca urmare a războiului cu Anglia, Olanda trece printr-o criză economică. Scade simțitor numărul comenzilor de tablouri, situație resimțită acut și de Frans Hals. Începând din anul 1662 primește din partea autorităților orașului Haarlem o modestă rentă viageră (200 de florini anual).
Frans Hals moare pe 29 august 1666 și va fi înmormântat la biserica Sint-Baafs din Haarlem.

## Opera
La începutul secolului al XVII-lea, în afara reprezentanților școlii manieriste - Bartholomaus Spranger, Karel van Mander, Cornelis Cornelisz - la Haarlem activează numeroși pictori inovatori, care se consacră peisagisticii și naturilor moarte. Ei dezvoltă stilul realist al narațiunii, care va caracteriza și portretele de grup. Frans Hals, de pildă, în prezentarea ofițerilor gărzilor civile sau evenimentelor familiale, le încadrează în peisagii și așază pe mesele de banchet minunate naturi moarte.

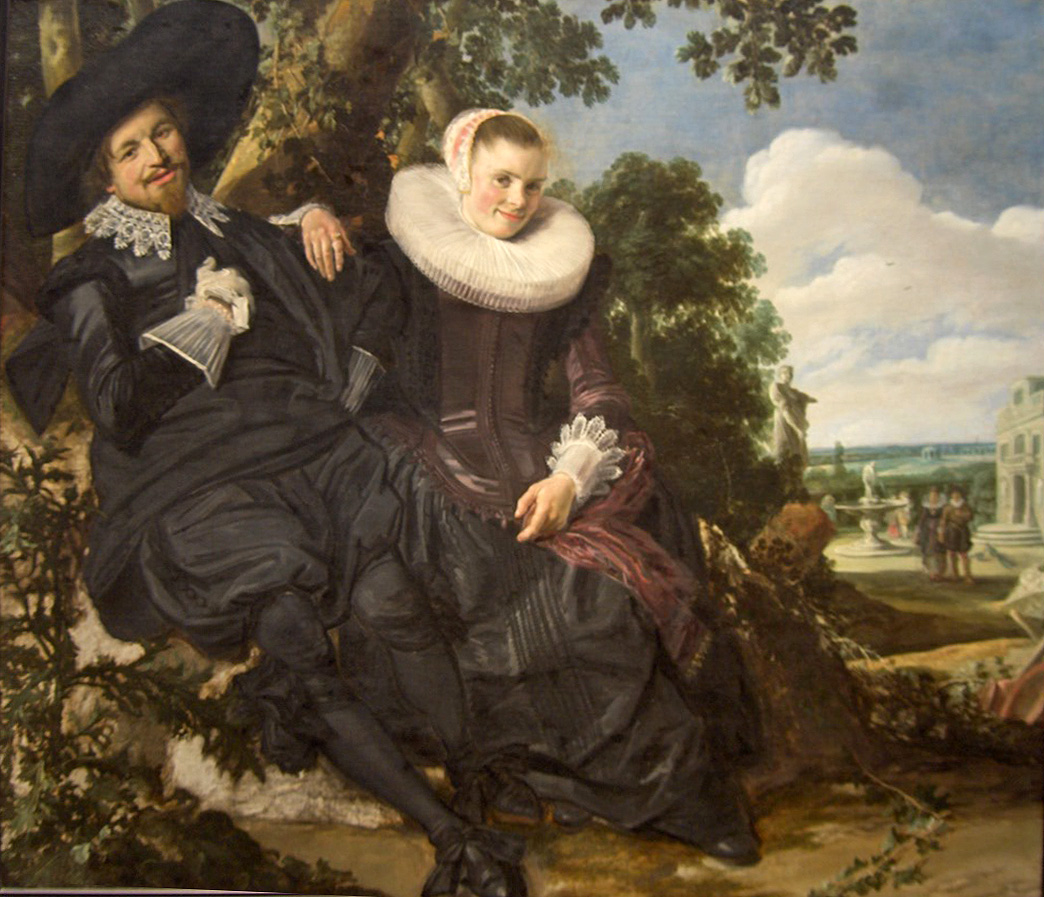
Frans Hals: Portret de nuntă a lui Issac Abrahamsz Massa şi Beatrix van der Laen, 1622

Obiectul principal al interesului lui Hals l-au reprezentat întotdeauna oamenii, iar granița dintre portret și scenele de viață în pictura lui este destul de mobilă. Pe de o parte, personajele din scenele de viață sunt atât de sugestive, încât ne creează senzația că sunt portrete după natură, pe de altă parte portretele lui Frans Hals sunt asemănătoare scenelor de viață din cauza faptului că ele ilustrează un anumit stil de viață, mediul social, coloritul local și caracterul epocii în care au apărut.
Cel de-al treilea deceniu al secolului al XVII-lea coincide cu perioada de vârf a creației lui Frans Hals, caracterizată de capodopere precum Cavalerul care râde, Cântărețul din lăută, Tânărul flautist sau Malle Bable. Influența lui Caravaggio, exercitată mai întâi asupra pictorilor din Utrecht, este evidentă și în arta lui Hals, care introduce în tablourile sale culori luminoase și o varietate mare de străluciri care înviorează fundalul și creează profunzime. Abordează, de asemenea, teme noi la vremea respectivă în Olanda, preluate de la Caravaggio: muzicanți, scene desfășurate în cârciumi, personaje pitorești din viața orașului Haarlem („vrăjitoarea” Malle Babbe, Verdonck).

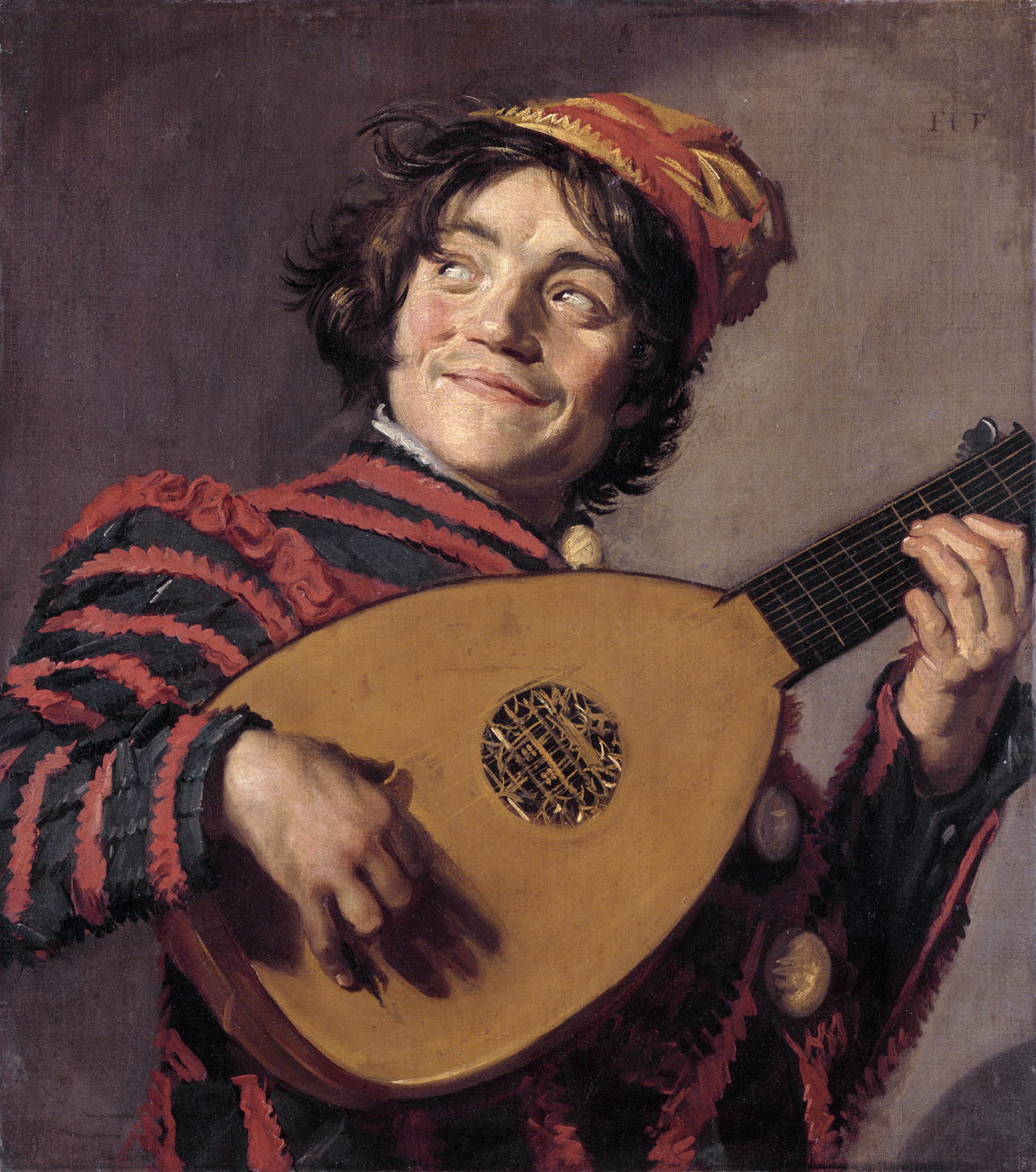
Cântăreţul din lăută, 1620-1622
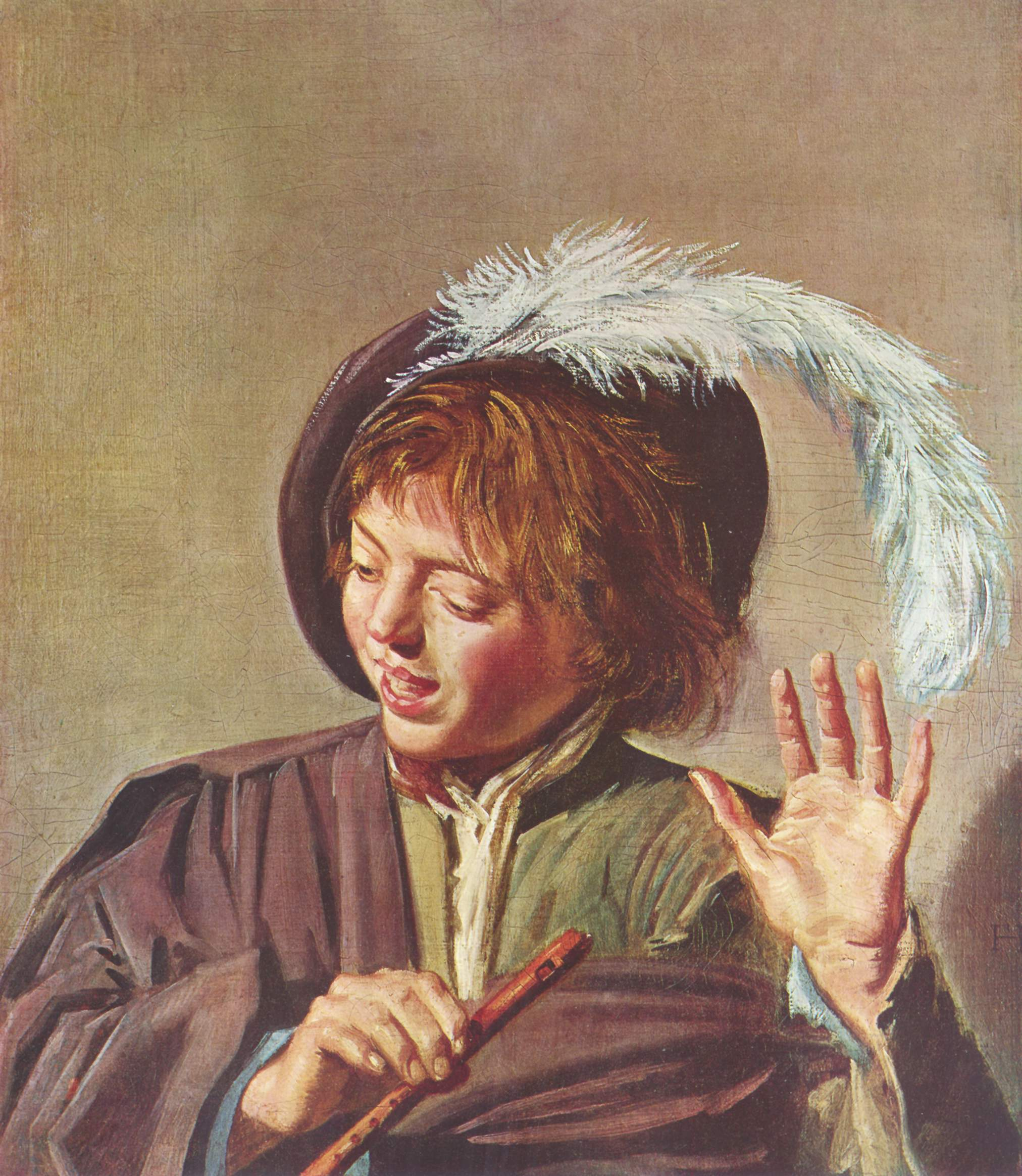
Tânărul flautist, 1625
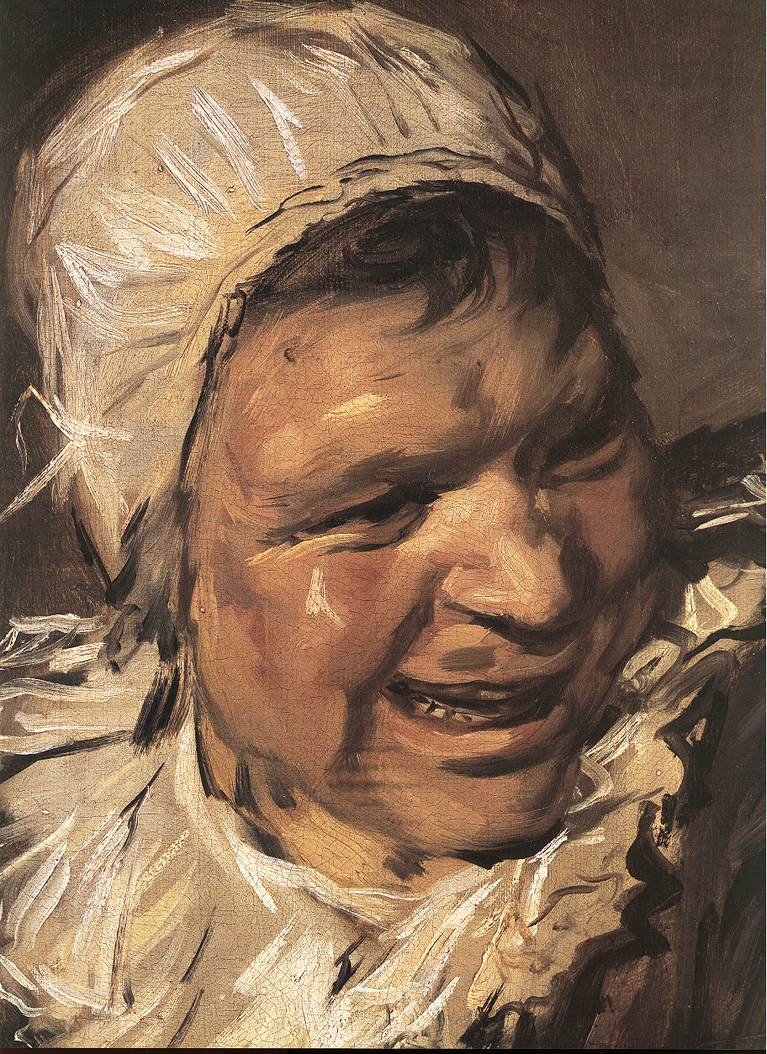
Malle Babbe, 1629
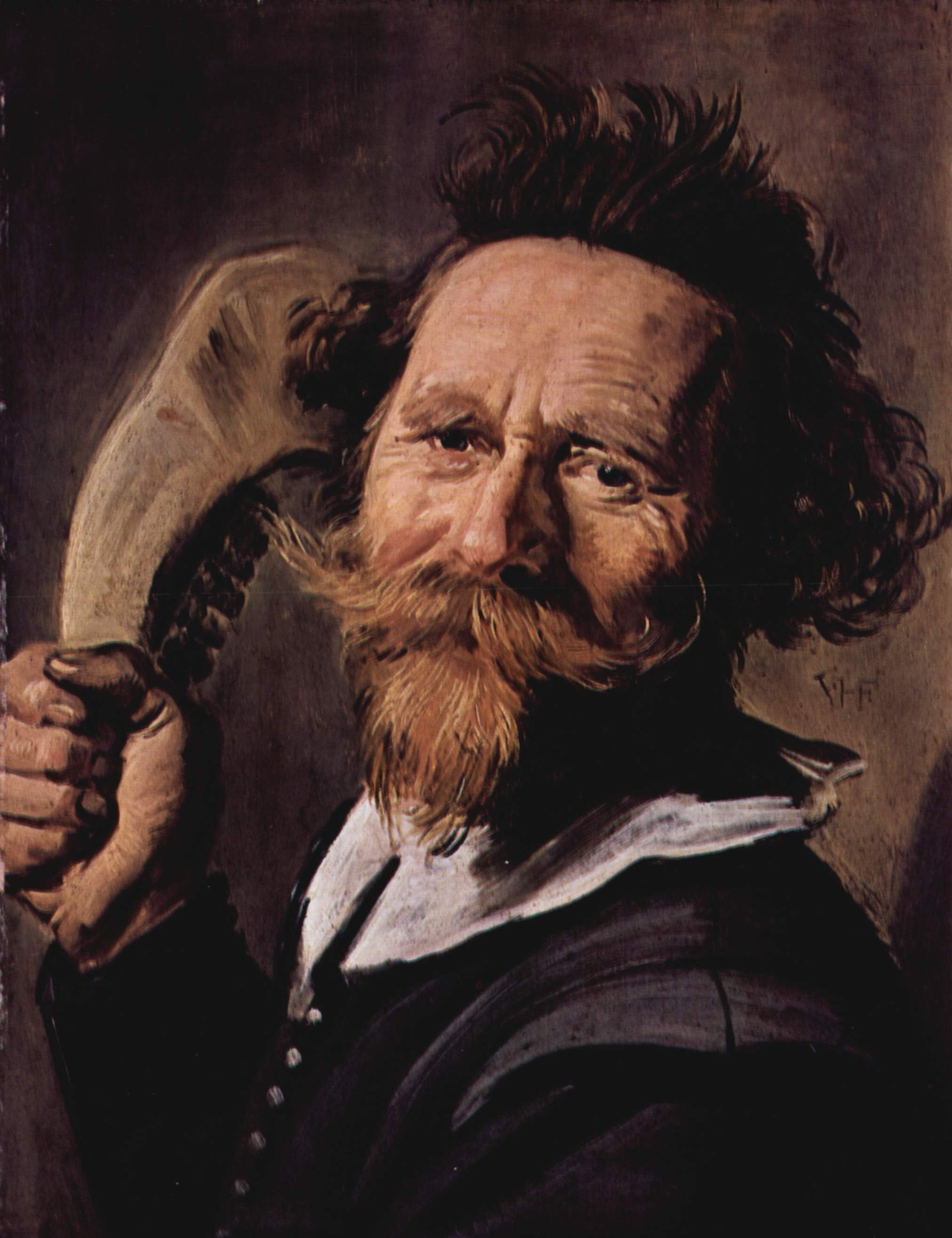
Portretul lui Verdonck, 1627

Frans Hals pictează mai multe portrete colective de ofițeri. El însuși este membru al gărzii civile a corporației „Sfântul Gheorghe” din Haarlem. În portretul de grup al ofițerilor și archebuzierilor acestei corporații, în planul îndepărtat, al doilea personaj din stânga este însuși Frans Hals, cu privirea ațintită asupra spectatorului. Este singurul autoportret cunoscut al lui Hals - un mare portretist.

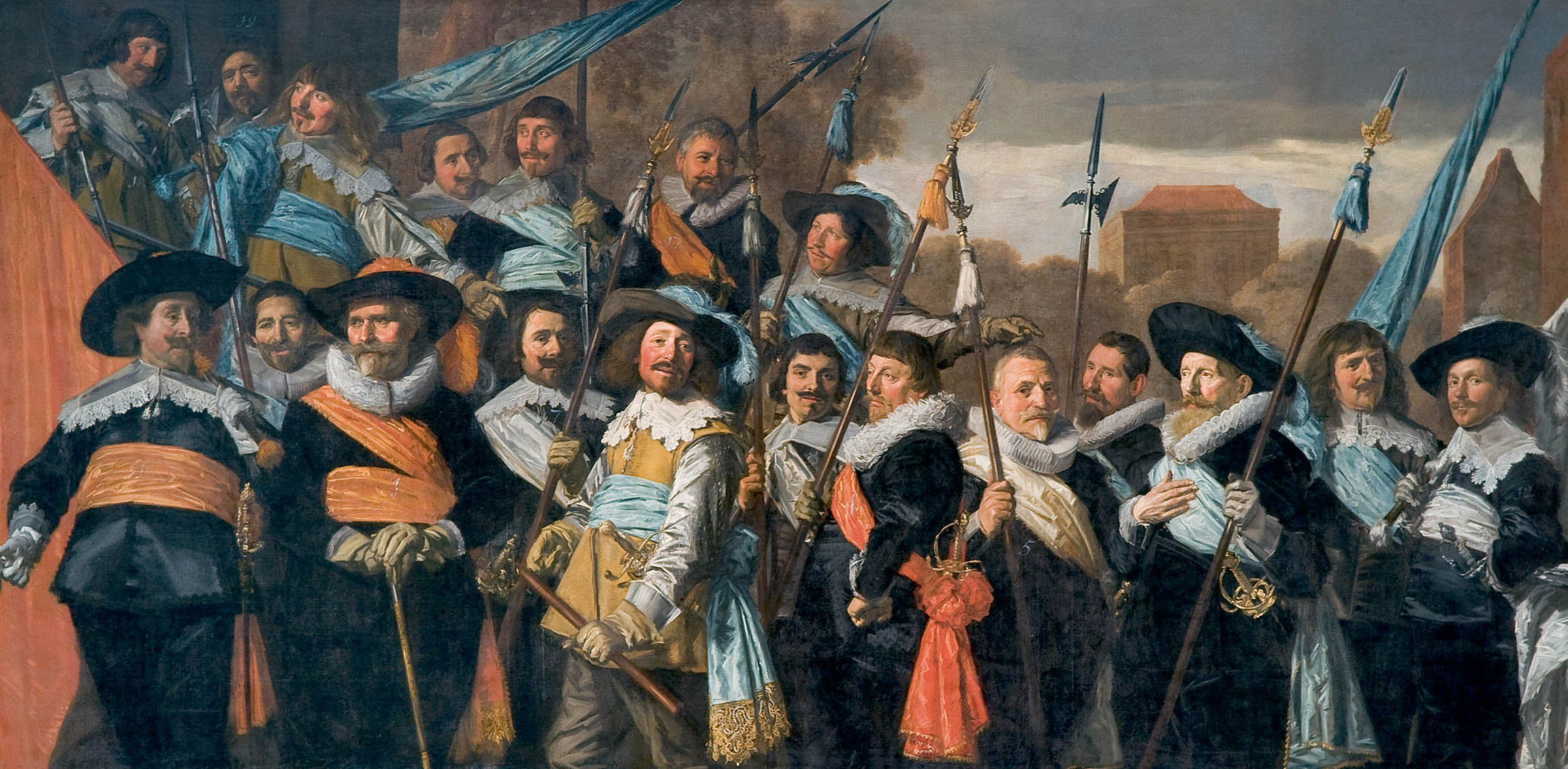
Ofiţerii gărzii corporaţiei „Sfântul Gheorghe” din Haarlem, 1639

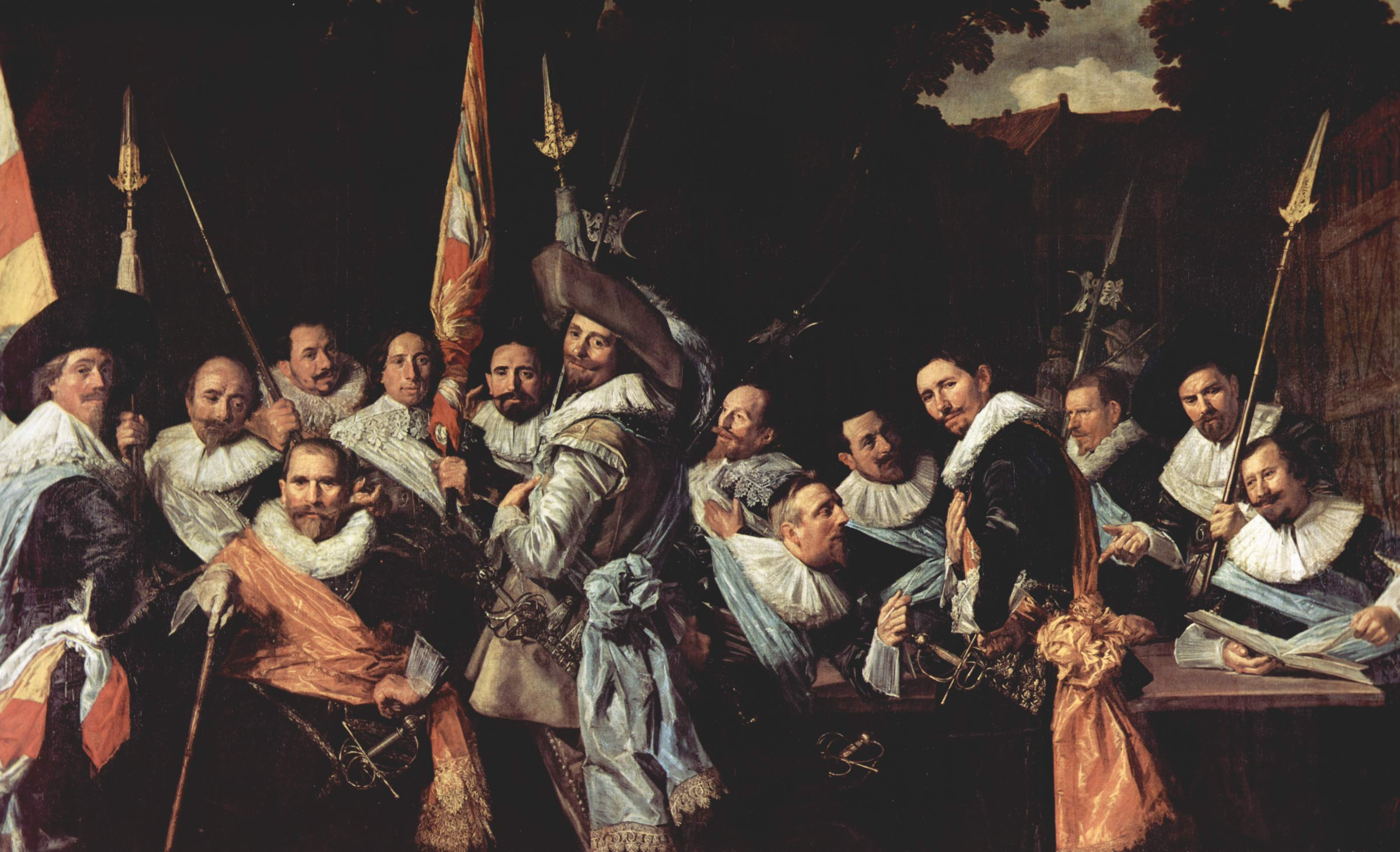
Banchetul ofiţerilor corporaţiei „Sfântul Adrian” din Haarlem, 1633

Tablourile care îi prezintă pe membrii străjilor orășenești nu sunt în Olanda o noutate. Pictorul se înscrie astfel într-o lungă tradiție, dar grație talentului său revoluționează acest gen de pictură. În locul demnitarilor solemni, pictează un grup de personaje pline de viață. Gesturile pompoase, atitudinile rigide capătă în tablourile lui Hals naturalețe, spațiul vast îi permite prezentarea personalității fiecăreia din figurile înfățișate.